# Paris to Tokyo
Paris to Tokyo è un singolo del rapper americano Fivio Foreign in collaborazione con il rapper australiano The Kid Laroi, pubblicato l'8 luglio 2022 dalla Columbia come quarto estratto dal primo album in studio di Fivio, B.I.B.L.E.

## Descrizione
La canzone ha una sonorità drill, The Kid Laroi canta solo il ritornello prima e dopo i versi di Fivio, portandolo così a distaccarsi dalla sonorità alternative pop che aveva preso durante il rilascio di F*ck Love, e a ricollegarsi alla sonorità hip hop dell'artista.

## Tracce
Testi di Maxie Lee Ryles III, Charlton Howard, Kevin Nishimura, James Roh, Virman Coquia, Jae Choung, Johnatan Yip, Ray Romulus, Jeremy Reeve, Peter Hernandez e Philip Lawrence, musiche di SB.
1. Paris to Tokyo (feat. The Kid Laroi) – 2:11